# Lothian Nicholson
Lothian Nicholson, né le 19 janvier 1827 et mort le 27 juin 1893 à Gibraltar, est un homme politique et militaire britannique qui fut gouverneur de Gibraltar de mars 1891 à sa mort.